# American Beauty/American Psycho (singolo)
American Beauty/American Psycho è una canzone del gruppo musicale statunitense Fall Out Boy. Pubblicato il 15 dicembre 2014, è il secondo singolo estratto dall'omonimo sesto album in studio della band.

## Registrazione e pubblicazione
La canzone è stata scritta dalla band e prodotta da SebastiAn. Patrick Stump l'ha definita come "artisticamente interessante, ma anche molto divertente". La pubblicazione del singolo (esclusivamente per le radio britanniche) corrisponde alla data di inizio del pre-ordine dell'album, uscito invece il mese seguente.

## Successo commerciale
La canzone ha debuttato alla numero 47 nella Official Singles Chart, mantenendosi nella top 100 britannica per oltre quattro settimane. Migliore la performance negli Stati Uniti dove il brano si è posizionato fin dalla prima settimana nella statunitense Hot Rock & Alternative Songs.